# Teignmouth Melville
Teignmouth Philip «Timothy» Melvill (Ciutat del Cap, Colònia del Cap, 13 de febrer de 1877 – King's Lynn, Norfolk, 12 de desembre de 1951) va ser un jugador de polo britànic.
El 1920 va prendre part en els Jocs Olímpics d'Anvers, on guanyà la medalla d'or en la competició de polo en superar a la selecció espanyola en la final. Melvill compartí equip amb John Wodehouse, Frederick Barrett i Vivian Lockett.